# Victor Emanuel II van Italië
Victor Emanuel II (Vittorio Emanuele Maria Alberto Eugenio Ferdinando Tommaso; Turijn, 14 maart 1820 - Rome, 9 januari 1878) was koning van Sardinië vanaf 1849, en hij verkreeg op 17 maart 1861 de titel koning van Italië, de eerste koning van het verenigde Italië, een titel die hij droeg tot zijn dood in 1878. De Italianen gaven hem de bijnaam Vader des vaderlands (Italiaans: Padre della Patria).

## Jeugd
Victor Emanuel werd geboren als oudste zoon van prins Karel Albert, de latere koning van Sardinië, en prinses Maria Theresia van Toscane. Toen hij werd geboren, was in Sardinië Victor Emanuel I aan de macht. Deze deed een jaar later troonsafstand ten voordele van zijn broer Karel Felix. Victor Emanuels vader was uit een zijlinie van Savoye een neef van beide koningen en werd tijdelijk aangesteld als regent. Toen koning Karel Felix kinderloos stierf in 1831 werd Karel Albert koning van Sardinië. 
Victor Emanuel woonde in zijn jeugd in Florence en had veel interesse in de politiek, het leger en in sport. Hij had een jongere broer: Ferdinand (1822-1855) die huwde met prinses Elizabeth van Saksen, een dochter van koning Johan. Hij had ook een zus: Maria Christina (1826-1827), die niet ouder dan één jaar werd.
Tijdens de Eerste Italiaanse Onafhankelijkheidsoorlog (1848-1849) vocht hij, onder zijn vader, aan de frontlinies. Hij vocht onder andere bij Pastrengo, Santa Lucia, Goito en Custoza, dicht bij Verona.
Koning Karel Albert deed op 28 juli 1849 afstand van de troon, na een vernederende nederlaag tegen de Oostenrijkers onder Josef Radetzky von Radetz in de Slag bij Novara.

## Koning van Sardinië
Na het Congres van Wenen scheidde Piëmont zich van Frankrijk af en werd deel van het koninkrijk Sardinië met Turijn als hoofdstad. Victor Emanuel volgde zijn vader op nadat die in 1849 aftrad vanwege zijn nederlaag tegen de Oostenrijkers in de Slag bij Novara. Karel Albert had, als reactie op de Maartrevolutie, al op 3 maart 1848 van zijn land een constitutionele monarchie met een parlementair regeringssysteem gemaakt. Victor Emanuel onderhandelde persoonlijk met de Oostenrijkse legeraanvoerder Josef Radetzky en de grondwet bleef behouden. Weliswaar sloot hij derhalve vrede met de Oostenrijkers, doch hij zette de politiek van zijn vader voort, zodat Sardinië in toenemende mate leider van de Italiaanse unificatiebeweging (Risorgimento) werd. Zijn belangrijkste adviseur in deze was graaf Camillo Benso di Cavour, die lange tijd premier was.
Victor Emanuel organiseerde het leger, reguleerde de financiën en bevorderde de handel. In tegenstelling tot de tirannieke koning Frans II der Beide Siciliën werd hij door zijn wijze van regeren op het gehele Italiaanse schiereiland geliefd. In 1855-1856 stond Sardinië-Piëmont in de Krimoorlog aan de zijde van Groot-Brittannië en Frankrijk. Datzelfde jaar arrangeerde hij, om Frankrijk voor de Italiaanse zaak te winnen, een huwelijk tussen zijn dochter Clothilde en Napoleon Jozef Karel Paul Bonaparte, een neef van Napoleon III.

## Vereniging van Italië
Hij streefde een verenigd Italië na, maar Oostenrijk - dat in Noord-Italië een leidende rol speelde - werkte dit tegen. Na provocatie door Sardinië vielen de Oostenrijkers Piëmont binnen, maar Sardinië versloeg hen met Franse hulp en veroverde Lombardije. Vanwege Victor Emanuels voorkeur voor een verenigd Italië aanvaardden de Midden-Italiaanse staten hem als koning. De oorspronkelijk sterke republikeinse beweging binnen de voorstanders van de eenwording zwakte na de revoluties van 1848-1849 af en zo kon het constitutioneel-monarchistische beginsel zich in Italië doorzetten.

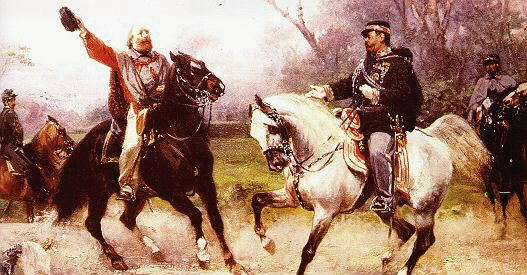
Victor Emanuel II ontmoet Garibaldi in Teano

Nadat Giuseppe Garibaldi in 1860-1861 het koninkrijk der Beide Siciliën had veroverd (de plaatselijke bevolking beschouwde het als een bevrijding) sprak de bevolking zich ook daar in een referendum uit vóór deelname aan een verenigd Italië. Victor Emanuel marcheerde in 1860 de Kerkstaat binnen en werd hiervoor geëxcommuniceerd door paus Pius IX. Hij ontmoette de uit het zuiden oprukkende Garibaldi en de Italiaanse eenwording was een feit.
Op 17 maart 1861 werd Victor Emanuel II officieel tot koning van Italië uitgeroepen. Als tegenprestatie voor de Franse steun stond hij Savoye en Nice af aan Frankrijk. Venetië kreeg hij er in 1866 bij door ingrijpen van Pruisische kant in de Pruisisch-Oostenrijkse Oorlog. Nadat de Fransen zich wegens het uitbreken van de Frans-Pruisische Oorlog hadden teruggetrokken uit de Kerkstaat veroverde Victor Emanuel deze in 1870.
Hij stierf op 9 januari 1878 in Rome en werd opgevolgd door zijn zoon Umberto I. Met diens toestemming werd Victor Emanuel begraven in het Pantheon te Rome en niet in het koninklijke mausoleum te Superga bij Turijn. Na de dood van Victor Emanuel werden er talloze monumenten ter ere van de eerste koning van het verenigde Italië opgericht. Het bekendste monument van Victor Emanuel II werd van 1885 tot 1935 in Rome gebouwd maar werd reeds in 1911 ingewijd; vaak wordt het aangeduid als het Vittoriano.

## Huwelijk en kinderen
In 1842 huwde hij met zijn nicht Adelheid van Oostenrijk. Zij hadden de volgende kinderen:
- Maria Clothilde (2 maart 1843 - 25 juni 1911), gehuwd met Napoleon Jozef Karel Paul Bonaparte, een neef van keizer Napoleon III van Frankrijk
- Umberto Reinier Karel (14 maart 1844 - 29 juli 1900), koning van Italië, huwde met Margaretha van Savoye
- Amadeus Ferdinand Maria (30 mei 1845 - 18 januari 1890), werd koning van Spanje, huwde met Maria dal Pozzo della Cisterna
- Otto Eugène (11 juli 1846 - 22 januari 1866), hertog van Montferrat
- Maria Pia (16 oktober 1847 - 5 juli 1911), gehuwd met koning Lodewijk I van Portugal
- Karel Albert (2 juni 1851 - 22 juni 1854), hertog van Chablais
- Victor Emanuel (7 juli 1852), prins van Savoye
- Victor Emanuel (8 januari 1855 - 17 mei 1855), hertog van Chablais.

Na het overlijden van zijn echtgenote Adelheid van Oostenrijk sloot Victor Emanuel op 18 oktober 1869 een morganatisch huwelijk met Rosa Vercellana gravin van Mirafiori. Bij haar had hij al twee kinderen, namelijk:
- Victoria (1848-1905), gravin de Simone
- Emanuel Albert (1851-1894), graaf van Mirafiori.

Uit een andere buitenechtelijke verhouding had hij nog een dochter, te weten:
- Maria Pia (25 februari 1866 – Wenen, 19 april 1947), gravin Montecuccoli.

## Kwartierstaat
| Victor Amadeus II van Savoye-Carignano (1743-1780) | Victor Amadeus II van Savoye-Carignano (1743-1780) | Victor Amadeus II van Savoye-Carignano (1743-1780) | Victor Amadeus II van Savoye-Carignano (1743-1780) | Victor Amadeus II van Savoye-Carignano (1743-1780) | Victor Amadeus II van Savoye-Carignano (1743-1780) | Maria Jozefa van Lotharingen (1753-1797)       | Maria Jozefa van Lotharingen (1753-1797)       | Maria Jozefa van Lotharingen (1753-1797)       | Maria Jozefa van Lotharingen (1753-1797)       | Maria Jozefa van Lotharingen (1753-1797) | Maria Jozefa van Lotharingen (1753-1797) |                                       |                                       | Karel van Saksen (1733-1796)             | Karel van Saksen (1733-1796)             | Karel van Saksen (1733-1796)             | Karel van Saksen (1733-1796)             | Karel van Saksen (1733-1796)             | Karel van Saksen (1733-1796)             | Franciszka Krasińska (1742-1796)       | Franciszka Krasińska (1742-1796)       | Franciszka Krasińska (1742-1796) | Franciszka Krasińska (1742-1796) | Franciszka Krasińska (1742-1796)                 | Franciszka Krasińska (1742-1796)                 |                                                  |                                                  | Keizer Leopold II (1747-1792)                    | Keizer Leopold II (1747-1792)                    | Keizer Leopold II (1747-1792) | Keizer Leopold II (1747-1792) | Keizer Leopold II (1747-1792)         | Keizer Leopold II (1747-1792)         | Marie Louise van Bourbon (1745-1792)     | Marie Louise van Bourbon (1745-1792)     | Marie Louise van Bourbon (1745-1792)     | Marie Louise van Bourbon (1745-1792)     | Marie Louise van Bourbon (1745-1792)     | Marie Louise van Bourbon (1745-1792)     |                                        |                                        | Ferdinand I der Beide Siciliën (1751-1825) | Ferdinand I der Beide Siciliën (1751-1825) | Ferdinand I der Beide Siciliën (1751-1825)   | Ferdinand I der Beide Siciliën (1751-1825)   | Ferdinand I der Beide Siciliën (1751-1825)   | Ferdinand I der Beide Siciliën (1751-1825)   | Maria Carolina van Oostenrijk (1752-1814)    | Maria Carolina van Oostenrijk (1752-1814)    | Maria Carolina van Oostenrijk (1752-1814) | Maria Carolina van Oostenrijk (1752-1814) | Maria Carolina van Oostenrijk (1752-1814) | Maria Carolina van Oostenrijk (1752-1814) |  |  |  |  |  |  |  |  |  |  |  |  |  |  |  |  |  |  |  |  |  |  |  |  |  |  |  |  |  |  |  |  |  |  |  |  |  |  |  |  |  |  |  |  |  |  |  |  |
| Victor Amadeus II van Savoye-Carignano (1743-1780) | Victor Amadeus II van Savoye-Carignano (1743-1780) | Victor Amadeus II van Savoye-Carignano (1743-1780) | Victor Amadeus II van Savoye-Carignano (1743-1780) | Victor Amadeus II van Savoye-Carignano (1743-1780) | Victor Amadeus II van Savoye-Carignano (1743-1780) | Maria Jozefa van Lotharingen (1753-1797)       | Maria Jozefa van Lotharingen (1753-1797)       | Maria Jozefa van Lotharingen (1753-1797)       | Maria Jozefa van Lotharingen (1753-1797)       | Maria Jozefa van Lotharingen (1753-1797) | Maria Jozefa van Lotharingen (1753-1797) |                                       |                                       | Karel van Saksen (1733-1796)             | Karel van Saksen (1733-1796)             | Karel van Saksen (1733-1796)             | Karel van Saksen (1733-1796)             | Karel van Saksen (1733-1796)             | Karel van Saksen (1733-1796)             | Franciszka Krasińska (1742-1796)       | Franciszka Krasińska (1742-1796)       | Franciszka Krasińska (1742-1796) | Franciszka Krasińska (1742-1796) | Franciszka Krasińska (1742-1796)                 | Franciszka Krasińska (1742-1796)                 |                                                  |                                                  | Keizer Leopold II (1747-1792)                    | Keizer Leopold II (1747-1792)                    | Keizer Leopold II (1747-1792) | Keizer Leopold II (1747-1792) | Keizer Leopold II (1747-1792)         | Keizer Leopold II (1747-1792)         | Marie Louise van Bourbon (1745-1792)     | Marie Louise van Bourbon (1745-1792)     | Marie Louise van Bourbon (1745-1792)     | Marie Louise van Bourbon (1745-1792)     | Marie Louise van Bourbon (1745-1792)     | Marie Louise van Bourbon (1745-1792)     |                                        |                                        | Ferdinand I der Beide Siciliën (1751-1825) | Ferdinand I der Beide Siciliën (1751-1825) | Ferdinand I der Beide Siciliën (1751-1825)   | Ferdinand I der Beide Siciliën (1751-1825)   | Ferdinand I der Beide Siciliën (1751-1825)   | Ferdinand I der Beide Siciliën (1751-1825)   | Maria Carolina van Oostenrijk (1752-1814)    | Maria Carolina van Oostenrijk (1752-1814)    | Maria Carolina van Oostenrijk (1752-1814) | Maria Carolina van Oostenrijk (1752-1814) | Maria Carolina van Oostenrijk (1752-1814) | Maria Carolina van Oostenrijk (1752-1814) |  |  |  |  |  |  |  |  |  |  |  |  |  |  |  |  |  |  |  |  |  |  |  |  |  |  |  |  |  |  |  |  |  |  |  |  |  |  |  |  |  |  |  |  |  |  |  |  |
|                                                    |                                                    |                                                    |                                                    |                                                    |                                                    |                                                |                                                |                                                |                                                |                                          |                                          |                                       |                                       |                                          |                                          |                                          |                                          |                                          |                                          |                                        |                                        |                                  |                                  |                                                  |                                                  |                                                  |                                                  |                                                  |                                                  |                               |                               |                                       |                                       |                                          |                                          |                                          |                                          |                                          |                                          |                                        |                                        |                                            |                                            |                                              |                                              |                                              |                                              |                                              |                                              |                                           |                                           |                                           |                                           |  |  |  |  |  |  |  |  |  |  |  |  |  |  |  |  |  |  |  |  |  |  |  |  |  |  |  |  |  |  |  |  |  |  |  |  |  |  |  |  |  |  |  |  |  |  |  |  |
|                                                    |                                                    |                                                    |                                                    | Karel Emanuel van Savoye-Carignano (1770-1800)     | Karel Emanuel van Savoye-Carignano (1770-1800)     | Karel Emanuel van Savoye-Carignano (1770-1800) | Karel Emanuel van Savoye-Carignano (1770-1800) | Karel Emanuel van Savoye-Carignano (1770-1800) | Karel Emanuel van Savoye-Carignano (1770-1800) |                                          |                                          |                                       |                                       |                                          |                                          | Maria Christina van Saksen (1770-1851)   | Maria Christina van Saksen (1770-1851)   | Maria Christina van Saksen (1770-1851)   | Maria Christina van Saksen (1770-1851)   | Maria Christina van Saksen (1770-1851) | Maria Christina van Saksen (1770-1851) |                                  |                                  |                                                  |                                                  |                                                  |                                                  |                                                  |                                                  |                               |                               | Ferdinand III van Toscane (1769-1824) | Ferdinand III van Toscane (1769-1824) | Ferdinand III van Toscane (1769-1824)    | Ferdinand III van Toscane (1769-1824)    | Ferdinand III van Toscane (1769-1824)    | Ferdinand III van Toscane (1769-1824)    |                                          |                                          |                                        |                                        |                                            |                                            | Louisa Maria van Bourbon-Sicilië (1773-1802) | Louisa Maria van Bourbon-Sicilië (1773-1802) | Louisa Maria van Bourbon-Sicilië (1773-1802) | Louisa Maria van Bourbon-Sicilië (1773-1802) | Louisa Maria van Bourbon-Sicilië (1773-1802) | Louisa Maria van Bourbon-Sicilië (1773-1802) |                                           |                                           |                                           |                                           |  |  |  |  |  |  |  |  |  |  |  |  |  |  |  |  |  |  |  |  |  |  |  |  |  |  |  |  |  |  |  |  |  |  |  |  |  |  |  |  |  |  |  |  |  |  |  |  |
|                                                    |                                                    |                                                    |                                                    | Karel Emanuel van Savoye-Carignano (1770-1800)     | Karel Emanuel van Savoye-Carignano (1770-1800)     | Karel Emanuel van Savoye-Carignano (1770-1800) | Karel Emanuel van Savoye-Carignano (1770-1800) | Karel Emanuel van Savoye-Carignano (1770-1800) | Karel Emanuel van Savoye-Carignano (1770-1800) |                                          |                                          |                                       |                                       |                                          |                                          | Maria Christina van Saksen (1770-1851)   | Maria Christina van Saksen (1770-1851)   | Maria Christina van Saksen (1770-1851)   | Maria Christina van Saksen (1770-1851)   | Maria Christina van Saksen (1770-1851) | Maria Christina van Saksen (1770-1851) |                                  |                                  |                                                  |                                                  |                                                  |                                                  |                                                  |                                                  |                               |                               | Ferdinand III van Toscane (1769-1824) | Ferdinand III van Toscane (1769-1824) | Ferdinand III van Toscane (1769-1824)    | Ferdinand III van Toscane (1769-1824)    | Ferdinand III van Toscane (1769-1824)    | Ferdinand III van Toscane (1769-1824)    |                                          |                                          |                                        |                                        |                                            |                                            | Louisa Maria van Bourbon-Sicilië (1773-1802) | Louisa Maria van Bourbon-Sicilië (1773-1802) | Louisa Maria van Bourbon-Sicilië (1773-1802) | Louisa Maria van Bourbon-Sicilië (1773-1802) | Louisa Maria van Bourbon-Sicilië (1773-1802) | Louisa Maria van Bourbon-Sicilië (1773-1802) |                                           |                                           |                                           |                                           |  |  |  |  |  |  |  |  |  |  |  |  |  |  |  |  |  |  |  |  |  |  |  |  |  |  |  |  |  |  |  |  |  |  |  |  |  |  |  |  |  |  |  |  |  |  |  |  |
|                                                    |                                                    |                                                    |                                                    |                                                    |                                                    |                                                |                                                |                                                |                                                | Karel Albert van Sardinië (1798-1849)    | Karel Albert van Sardinië (1798-1849)    | Karel Albert van Sardinië (1798-1849) | Karel Albert van Sardinië (1798-1849) | Karel Albert van Sardinië (1798-1849)    | Karel Albert van Sardinië (1798-1849)    |                                          |                                          |                                          |                                          |                                        |                                        |                                  |                                  |                                                  |                                                  |                                                  |                                                  |                                                  |                                                  |                               |                               |                                       |                                       |                                          |                                          |                                          |                                          | Maria Theresia van Toscane (1801-1855)   | Maria Theresia van Toscane (1801-1855)   | Maria Theresia van Toscane (1801-1855) | Maria Theresia van Toscane (1801-1855) | Maria Theresia van Toscane (1801-1855)     | Maria Theresia van Toscane (1801-1855)     |                                              |                                              |                                              |                                              |                                              |                                              |                                           |                                           |                                           |                                           |  |  |  |  |  |  |  |  |  |  |  |  |  |  |  |  |  |  |  |  |  |  |  |  |  |  |  |  |  |  |  |  |  |  |  |  |  |  |  |  |  |  |  |  |  |  |  |  |
|                                                    |                                                    |                                                    |                                                    |                                                    |                                                    |                                                |                                                |                                                |                                                | Karel Albert van Sardinië (1798-1849)    | Karel Albert van Sardinië (1798-1849)    | Karel Albert van Sardinië (1798-1849) | Karel Albert van Sardinië (1798-1849) | Karel Albert van Sardinië (1798-1849)    | Karel Albert van Sardinië (1798-1849)    |                                          |                                          |                                          |                                          |                                        |                                        |                                  |                                  |                                                  |                                                  |                                                  |                                                  |                                                  |                                                  |                               |                               |                                       |                                       |                                          |                                          |                                          |                                          | Maria Theresia van Toscane (1801-1855)   | Maria Theresia van Toscane (1801-1855)   | Maria Theresia van Toscane (1801-1855) | Maria Theresia van Toscane (1801-1855) | Maria Theresia van Toscane (1801-1855)     | Maria Theresia van Toscane (1801-1855)     |                                              |                                              |                                              |                                              |                                              |                                              |                                           |                                           |                                           |                                           |  |  |  |  |  |  |  |  |  |  |  |  |  |  |  |  |  |  |  |  |  |  |  |  |  |  |  |  |  |  |  |  |  |  |  |  |  |  |  |  |  |  |  |  |  |  |  |  |
|                                                    |                                                    |                                                    |                                                    |                                                    |                                                    |                                                |                                                |                                                |                                                |                                          |                                          |                                       |                                       |                                          |                                          |                                          |                                          |                                          |                                          |                                        |                                        |                                  |                                  |                                                  |                                                  |                                                  |                                                  |                                                  |                                                  |                               |                               |                                       |                                       |                                          |                                          |                                          |                                          |                                          |                                          |                                        |                                        |                                            |                                            |                                              |                                              |                                              |                                              |                                              |                                              |                                           |                                           |                                           |                                           |  |  |  |  |  |  |  |  |  |  |  |  |  |  |  |  |  |  |  |  |  |  |  |  |  |  |  |  |  |  |  |  |  |  |  |  |  |  |  |  |  |  |  |  |  |  |  |  |
|                                                    |                                                    |                                                    |                                                    |                                                    |                                                    |                                                |                                                |                                                |                                                |                                          |                                          |                                       |                                       |                                          |                                          |                                          |                                          |                                          |                                          |                                        |                                        |                                  |                                  |                                                  |                                                  |                                                  |                                                  |                                                  |                                                  |                               |                               |                                       |                                       |                                          |                                          |                                          |                                          |                                          |                                          |                                        |                                        |                                            |                                            |                                              |                                              |                                              |                                              |                                              |                                              |                                           |                                           |                                           |                                           |  |  |  |  |  |  |  |  |  |  |  |  |  |  |  |  |  |  |  |  |  |  |  |  |  |  |  |  |  |  |  |  |  |  |  |  |  |  |  |  |  |  |  |  |  |  |  |  |
|                                                    |                                                    |                                                    |                                                    |                                                    |                                                    |                                                |                                                |                                                |                                                |                                          |                                          |                                       |                                       | Victor Emanuel II van Italië (1820-1878) | Victor Emanuel II van Italië (1820-1878) | Victor Emanuel II van Italië (1820-1878) | Victor Emanuel II van Italië (1820-1878) | Victor Emanuel II van Italië (1820-1878) | Victor Emanuel II van Italië (1820-1878) |                                        |                                        |                                  |                                  | Ferdinand Maria van Savoye-Carignano (1822-1855) | Ferdinand Maria van Savoye-Carignano (1822-1855) | Ferdinand Maria van Savoye-Carignano (1822-1855) | Ferdinand Maria van Savoye-Carignano (1822-1855) | Ferdinand Maria van Savoye-Carignano (1822-1855) | Ferdinand Maria van Savoye-Carignano (1822-1855) |                               |                               |                                       |                                       | Maria Christina van Sardinië (1826-1827) | Maria Christina van Sardinië (1826-1827) | Maria Christina van Sardinië (1826-1827) | Maria Christina van Sardinië (1826-1827) | Maria Christina van Sardinië (1826-1827) | Maria Christina van Sardinië (1826-1827) |                                        |                                        |                                            |                                            |                                              |                                              |                                              |                                              |                                              |                                              |                                           |                                           |                                           |                                           |  |  |  |  |  |  |  |  |  |  |  |  |  |  |  |  |  |  |  |  |  |  |  |  |  |  |  |  |  |  |  |  |  |  |  |  |  |  |  |  |  |  |  |  |  |  |  |  |

## Trivia
De aanhangers van Victor Emanuel hadden de strijdkreet Viva Verdi. Dat klonk als een eerbetoon aan de componist Verdi, maar het stond voor Viva Vittorio Emanuele Re D'Italia (Leve Victor Emanuel Koning van Italië).